# Kazinczy-kódex

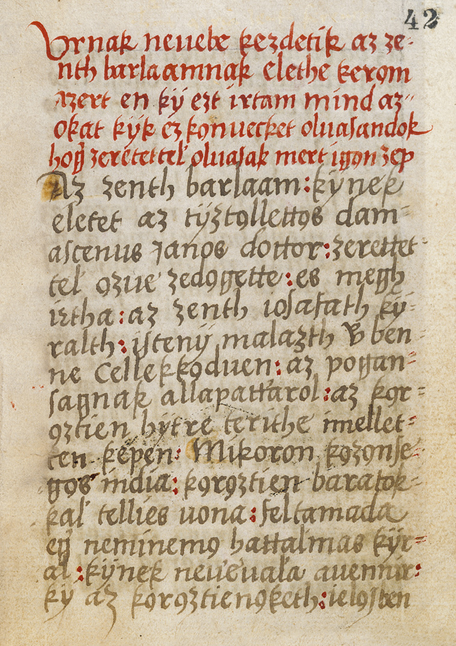
A Kazinczy-kódex egyik levele.

A Kazinczy-kódex késő középkori magyar kódex. A 101 levél terjedelmű művet három ismeretlen nevű ferences szerzetes másolta 1526-ban, 1527-ben és 1541-ben. Prédikációkat, példákat és legendákat tartalmaz. Szerepel benne többek közt Barlám és Jozafát története, a Szent Elek-legenda, és Antiokheiai Szent Margit legendája. Nevét Kazinczy Ferenc emlékére kapta. A Magyar Nemzeti Múzeum tulajdona. Volf György 1877-ben adta ki a szövegét a Nyelvemléktár VI. kötetében.